# Євлоєв Муса Гіланійович
Муса Гіланійович Євлоєв (рос. Муса Гиланиевич Евлоев; нар. 31 березня 1993, станиця Нестерівська, Сунженський район, Інгушетія) — російський борець греко-римського стилю, дворазовий чемпіон та срібний призер чемпіонатів світу, чемпіон та бронзовий призер чемпіонатів Європи, дворазовий володар Кубків світу, чемпіон Олімпійських ігор. Заслужений майстер спорту з греко-римської боротьби. Перший в історії Інгушетії чемпіон світу з греко-римської боротьби.

## Життєпис
Боротьбою почав займатися з 2005 року. До того разом зі старшим братом ходив на секцію боксу. Доводилося їздити в інше місто, тому що в Нестерівський своєї секції не було. Тому коли старший брат переїхав, батько перестав його відпускати так далеко на тренування. Через те, що секція боротьби була ближче став займатися боротьбою. Першим тренером був Алыхан Хамхоєв. У 15 років переїхав до Калінінграда, куди його позвав старший брат. Закінчив там училище олімпійського резерву. Через два роки через слабку конкуренцію в Калінінграді переїхав до Москви.
Виступає за ЦТ «Спарта» (Москва). Тренери — Д. А. Кадилов, Ф. П. Аваков, В. В. Хромов.
Чемпіон Росії (2014, 2017, 2018). Срібний призер чемпіонату Росії (2016).
У збірній команді Росії з 2013 року.
До літніх Олімпійських ігор 2020 року в Токіо, які для нього стали першими, Євлоєв підійшов вже дворазовим чемпіоном світу. Він досить впевнено дістався фіналу олімпійського турніру. В 1/8 фіналу з рахунком 3: 1 переміг грузина Георгія Мелію. У чвертьфіналі з рахунком 6: 2 здолав угорця Алекса Секе. У півфіналі розгромив поляка Тадеуша Михалика з рахунком 7: 1. У фіналі зустрівся зі своїм головним суперником, олімпійським чемпіоном 2016 року Артуром Алексаняном з Вірменії. Вірменин у півфіналі зазнав дуже неприємної травми задньої поверхні стегна, і незважаючи на відчайдушний опір, програв Євлоєву з рахунком 1:5.

## Спортивні результати на міжнародних змаганнях

### Виступи на Олімпіадах
| Змагання                    | Збірна                     | Вагова категорія                 | Місце  |
| --------------------------- | -------------------------- | -------------------------------- | ------ |
| Літні Олімпійські ігри 2020 | Олімпійський комітет Росії | греко-римська боротьба, до 97 кг | Золото |

### Виступи на Чемпіонатах світу
| Змагання                        | Збірна | Вагова категорія                 | Місце  |
| ------------------------------- | ------ | -------------------------------- | ------ |
| Чемпіонат світу з боротьби 2014 | Росія  | греко-римська боротьба, до 98 кг | 11     |
| Чемпіонат світу з боротьби 2017 | Росія  | греко-римська боротьба, до 98 кг | Срібло |
| Чемпіонат світу з боротьби 2018 | Росія  | греко-римська боротьба, до 97 кг | Золото |
| Чемпіонат світу з боротьби 2019 | Росія  | греко-римська боротьба, до 97 кг | Золото |

### Виступи на Чемпіонатах Європи
| Змагання                         | Збірна | Вагова категорія                 | Місце  |
| -------------------------------- | ------ | -------------------------------- | ------ |
| Чемпіонат Європи з боротьби 2014 | Росія  | греко-римська боротьба, до 98 кг | 17     |
| Чемпіонат Європи з боротьби 2018 | Росія  | греко-римська боротьба, до 97 кг | 14     |
| Чемпіонат Європи з боротьби 2019 | Росія  | греко-римська боротьба, до 97 кг | Золото |
| Чемпіонат Європи з боротьби 2021 | Росія  | греко-римська боротьба, до 97 кг | Бронза |

### Виступи на Кубках світу
| Змагання                    | Збірна | Вагова категорія                 | Місце  |
| --------------------------- | ------ | -------------------------------- | ------ |
| Кубок світу з боротьби 2013 | Росія  | греко-римська боротьба, до 96 кг | 10     |
| Кубок світу з боротьби 2017 | Росія  | греко-римська боротьба, до 98 кг | Золото |
| Кубок світу з боротьби 2020 | Росія  | греко-римська боротьба, до 97 кг | Золото |

### Виступи на інших змаганнях
| Змагання                                         | Збірна | Вагова категорія                 | Місце  |
| ------------------------------------------------ | ------ | -------------------------------- | ------ |
| Меморіал Олега Караваєва 2012                    | Росія  | греко-римська боротьба, до 96 кг | Золото |
| Турнір Івана Піддубного 2013                     | Росія  | греко-римська боротьба, до 96 кг | Срібло |
| Вогні Москви 2013                                | Росія  | греко-римська боротьба, до 96 кг | Бронза |
| Меморіал Олега Караваєва 2013                    | Росія  | греко-римська боротьба, до 96 кг | Золото |
| Кубок Бразилії з греко-римської боротьби 2013    | Росія  | греко-римська боротьба, до 96 кг | Срібло |
| Турнір Івана Піддубного 2014                     | Росія  | греко-римська боротьба, до 98 кг | Золото |
| Вогні Москви 2014                                | Росія  | греко-римська боротьба, до 98 кг | Золото |
| Меморіал Олега Караваєва 2014                    | Росія  | греко-римська боротьба, до 98 кг | Золото |
| Кубок Владислава Пітласинські 2015               | Росія  | греко-римська боротьба, до 98 кг | Бронза |
| Меморіал Олега Караваєва 2015                    | Росія  | греко-римська боротьба, до 98 кг | Золото |
| Турнір Івана Піддубного 2016                     | Росія  | греко-римська боротьба, до 98 кг | Срібло |
| Чемпіонат Росії з греко-римської боротьби 2016   | Росія  | греко-римська боротьба, до 98 кг | Срібло |
| Гран-прі Німеччини з боротьби 2016               | Росія  | греко-римська боротьба, до 98 кг | Золото |
| Кубок Європейських націй з боротьби 2016         | Росія  | команда                          | Золото |
| Золотий Гран-прі з боротьби 2016                 | Росія  | греко-римська боротьба, до 98 кг | Золото |
| Турнір Івана Піддубного 2017                     | Росія  | греко-римська боротьба, до 98 кг | Срібло |
| Чемпіонат Росії з греко-римської боротьби 2017   | Росія  | греко-римська боротьба, до 98 кг | Золото |
| Кубок Алроси 2017                                | Росія  | команда                          | Золото |
| Клубний чемпіонат світу з боротьби 2017          | Росія  | команда                          | 5      |
| Турнір Івана Піддубного 2018                     | Росія  | греко-римська боротьба, до 97 кг | Золото |
| Меморіал Кристьяна Палусалу 2018                 | Росія  | греко-римська боротьба, до 97 кг | Золото |
| Турнір Г. Картозія і В. Балавадзе 2018           | Росія  | греко-римська боротьба, до 97 кг | Золото |
| Чемпіонат Росії з боротьби 2018                  | Росія  | греко-римська боротьба, до 97 кг | Золото |
| Міжнародний турнір Любомира Івановича-Гедзи 2018 | Росія  | греко-римська боротьба, до 97 кг | Золото |
| Турнір Дана Колова — Николи Петрова 2019         | Росія  | греко-римська боротьба, до 97 кг | Золото |
| Гран-прі Німеччини з боротьби 2019               | Росія  | греко-римська боротьба, до 97 кг | Золото |
| Всесвітні ігри військовослужбовців 2019          | Росія  | греко-римська боротьба, до 97 кг | Золото |
| Кубок Росії з греко-римської боротьби 2020       | Росія  | греко-римська боротьба, до 97 кг | Срібло |
| Турнір Маттео Пелліцоне 2021                     | Росія  | греко-римська боротьба, до 97 кг | Золото |
| Турнір Вехбі Емре і Гаміта Каплана 2021          | Росія  | греко-римська боротьба, до 97 кг | Золото |

### Виступи на змаганнях молодших вікових груп
| Змагання                                       | Збірна | Вагова категорія                 | Місце  |
| ---------------------------------------------- | ------ | -------------------------------- | ------ |
| Чемпіонат Європи з боротьби серед юніорів 2012 | Росія  | греко-римська боротьба, до 96 кг | Золото |
| Чемпіонат світу з боротьби серед юніорів 2012  | Росія  | греко-римська боротьба, до 96 кг | 11     |
| Чемпіонат Європи з боротьби серед юніорів 2013 | Росія  | греко-римська боротьба, до 96 кг | Золото |
| Чемпіонат світу з боротьби серед юніорів 2013  | Росія  | греко-римська боротьба, до 96 кг | Золото |
| Чемпіонат Європи з боротьби до 23 років 2016   | Росія  | греко-римська боротьба, до 98 кг | Бронза |